# 斯氏長尾鬚鯊
斯氏長尾鬚鯊（學名：Hemiscyllium strahani），是在巴布亞新幾內亞約緯度5°S和北緯之間發現的的竹鯊。體長可達75公分。
繁殖方式為卵生。